# 佐藤富男
佐藤 富男(さとう とみお、1944年11月15日 - ）は、日本の経営者。テレビ愛知社長を務めた。東京都出身。

## 経歴
1960年に東京外国語大学英米科を卒業し、同年に日本経済新聞社に入社。1998年に取締役に就任し、2001年に常務、2002年にテレビ愛知常務を経て、2003年6月には社長に就任。2007年6月には会長に就任。